# Cadeia da Relação

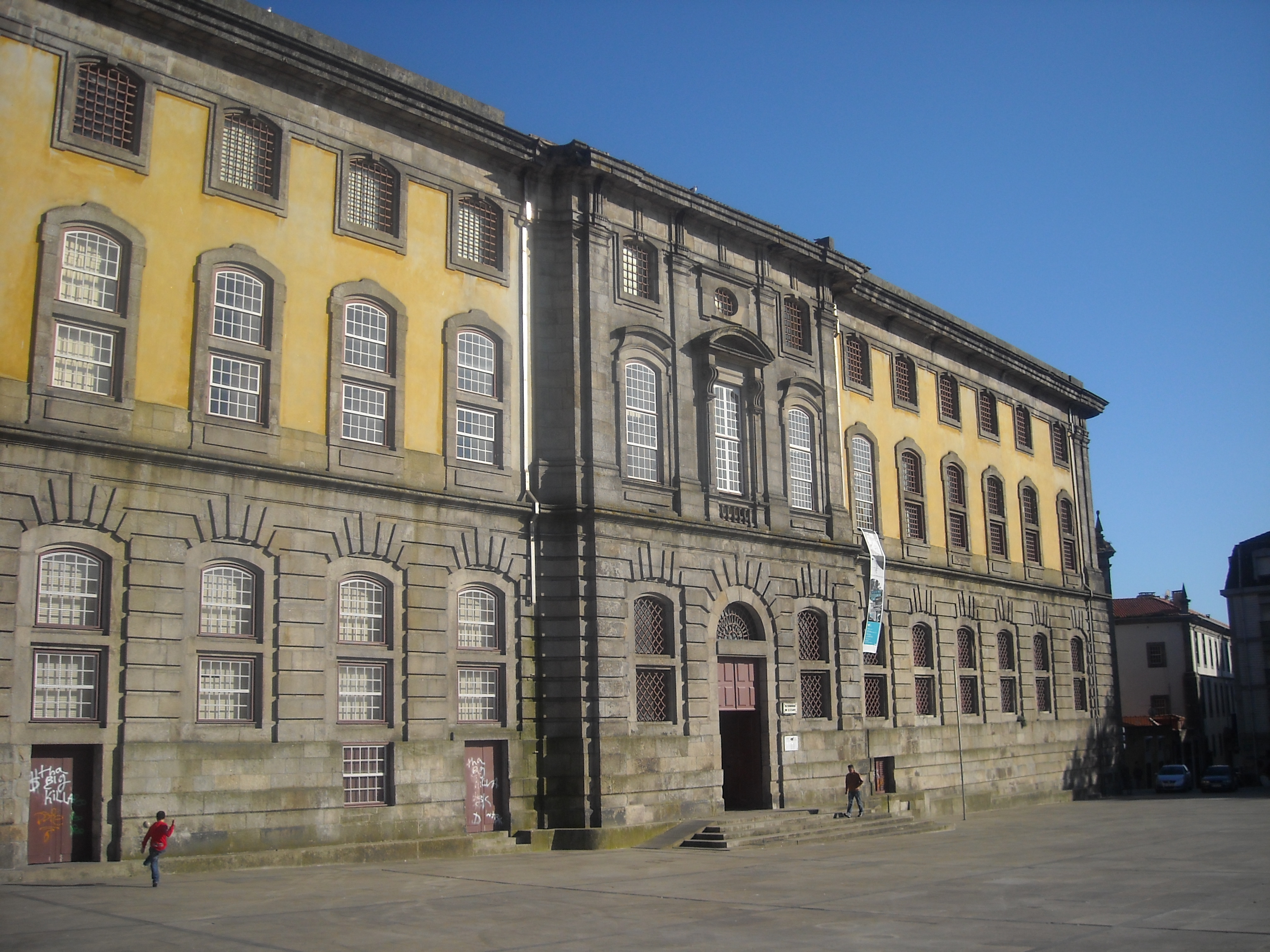
La fachada principal de la Cadeia da Relação.

La Cadeia da Relação (cadeia en portugués es cárcel o prisión y Relação hace referencia al Tribunal de Relação, un antiguo tribunal de segunda instancia portugués) es un edificio histórico situado en la ciudad de Oporto, en Portugal.

## Instalaciones anteriores
Creada el 27 de julio de 1582, el Tribunal da Relação de Oporto, por la falta de instalaciones propias, comenzó a funcionar en la Antigua Casa de la Cámara, instalada en la Rua de São Sebastião, en el edificio que, por este motivo, también pasó a ser conocido por el Paço da Rolaçon. Pocos años después, el Tribunal se trasladó al palacio de los Condes de Miranda, donde permaneció hasta 1608, en el desaparecido Largo do Corpo da Guarda, que estaba en la parte superior de la calle que todavía existe con esta denominación. Los jueces estaban obligados a usar barba larga y a no hacer visitas.
La Relação se mantuvo en actividad, sin sede propia, durante más de veinte años. En efecto, fue solo en 1603 que Felipe II ordenó que se construyera una casa para recibir a la Relação y la cárcel. También esta, que sufría del mal del Tribunal - la falta de instalaciones.
Anduvo, en primer lugar, la Albergaria dos Palmeiros  (1461), que quedaba cerca de la actual Rua de São João; aparece referenciada, en 1490, en la cabaña entre las calles Chã das Eiras y de Santo António do Penedo, en una arteria que aún hace poco se llamaba Travessa da Cadeia; después se instaló (1504) en una casa junto a la catedral y más tarde en los bajos de la Casa de la Cámara.
La orden de Felipe II, sin embargo, solo comenzó a ser cumplida en julio de 1606, cuando bajo la dirección del corregidor Manuel Sequeira Novais, se dio inicio a las obras en el Campo do Olival. Los trabajos duraron tres años y fueron pagados, en gran parte, con fondos provenientes de las remesas de los desterrados en África. Esto es, quien era condenado a destierro en la 'costa de África' podía pagar una cierta cantidad librándose de cumplir la pena.
El edificio, de grandes dimensiones, costó tanto dinero que durante el tiempo de su construcción no se realizaron más obras en la ciudad. Sin embargo, debió haberse construido de manera deficiente, porque en el día 1 de abril de 1752, sábado santo, se derrumbó por completo y la Relação regresó a las instalaciones de la Cámara Municipal.

## El edificio actual

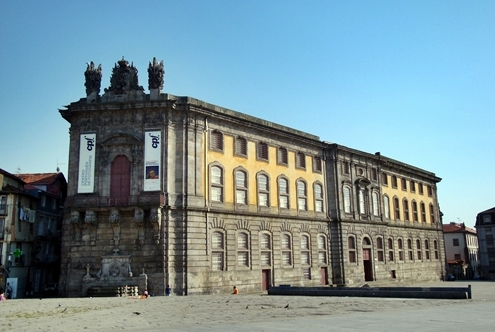
Vista general de la Cadeia da Relação.

Una nueva casa para la sede de la Relação y su cárcel comenzó a ser construida sobre las ruinas de la anterior, en 1765, por iniciativa del regidor de la Justicias y gobernador de las Armas del Oporto, João de Almada e Melo, según una planta elaborada a tal efecto por el ingeniero y arquitecto Eugénio dos Santos, que fue uno de los artífices de la reconstrucción de la Lisboa pombalina.
Sin embargo, las obras fueron continuadaspor el oficial de ingenieros Francisco Pino de la Cuña, tras la muerte de Eugenio dos Santos. Las obras costaron 200 millones de reales, y duraron treinta años, concluyéndose en 1796. Albergó la sede del Tribunal da Relação (antiguo tribunal de segunda instancia portugués) y sirvió de prisión hasta nuestros días.
Es uno de los edificios de referencia en la historia del Puerto. Las enxovias tenían nombres de santos: san Antonio, Santa Ana, para los hombres; Santa Teresa para las mujeres; y Santa Rita para menores de edad. La prisión taller estaba bajo la protección del Señor de Matosinhos y las cárceles de castigo tenían por patrono a San Juan. Había aún los salones (del Carmen y de San José) para hombres y mujeres. Diferían de las celdas tienen el suelo de madera, pero se pagaba para estar en ellos, 1500 reales.
En la sala del tribunal había una capilla porque las Ordenanzas del Reino determinaban que «el gobernador acogerá un sacerdote, que en todos los días por la mañana, diga misa en la casa de la Relación, en el oratorio o en el lugar que para ello ordenar...». Los presos escuchaban la misa de las rejas de las prisiones y los pasillos que daban al vestíbulo. Pero como no había, así mismo, capacidad para tanta gente, la misa era un Domingo para los detenidos de determinadas celdas y en el otro Domingo para los de las otras prisiones.

## Visitantes ilustres

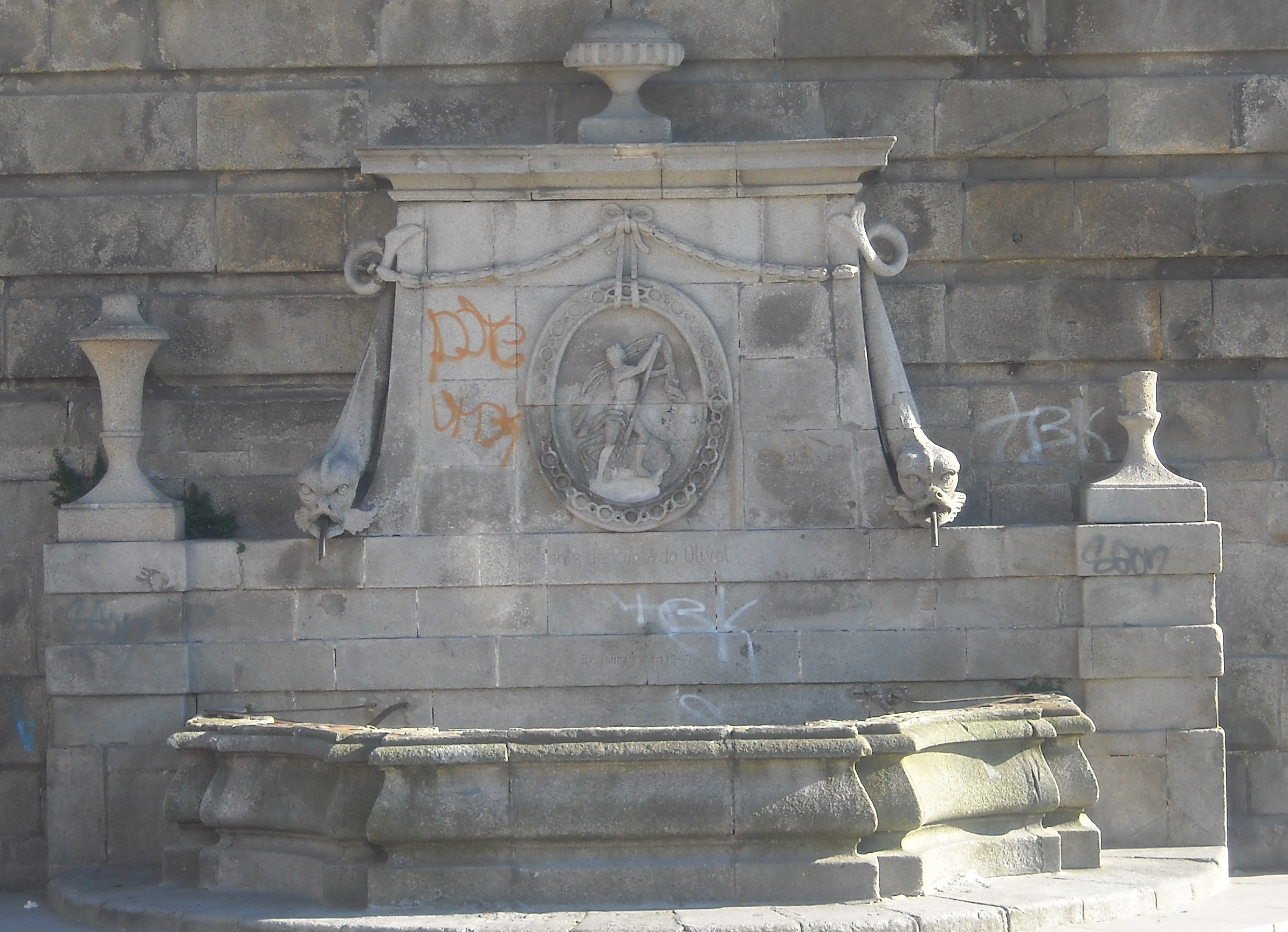
Fuente de Neptuno.

Algunas de las celdas están asociadas a personajes ilustres.
En la celda número 8 de los llamados cuartos de Malta (eran catorce) han pasado, por ejemplo, los Mártires de la Patria, el duque de la Terceira (Antonio José de Sousa Manuel de Menezes Severim de Noronha) lugarteniente de la reina Maria II, en las provincias del Norte, detenido en octubre de 1846; junto con varios generales y oficiales.
Camilo Castelo Branco ocupó en 1860 el cuarto de São João, mientras que Ana Plácido estaba en el pabellón de las mujeres, acusados, ambos, del delito de adulterio.
En la celda que Camilo ocupara daría entrada más tarde el célebre banquero Roriz. Y, en la habitación de al lado, Urbino de Freitas, profesor de la Facultad de Medicina, acusado de haber asesinado por envenenamiento de sus sobrinos para quedarse con su herencia.
El ladrón Zé del Telhado, el caudillo miguelista Pita Bezerra y el político, periodista y escritor João Chagas también conocieron las celdas de la vieja cárcel.

## Últimos años como prisión
En 1961 comienza a ser construido el nuevo establecimiento penitenciario del Puerto, en Valencia, con el plano del arquitecto Rodrigues Lima. Sin embargo, la estructura inicial fue abandonada y el edificio que se pretende modelar, nunca fue construido. Fue rápidamente ocupado por los reclusos de la Cadeia da Relação, por razones de fuerza mayor, y conforme a la determinación superior, en 29 de abril de 1974.
Así el nuevo Establecimiento Penitenciario de Oporto, en Custodias, pasó a recibir irregularmente presos preventivos que debían esperar el juicio cerca del lugar del tribunal, como sucedía en la ciudad del Oporto, que fue ampliado para aumentar su capacidad, sustituyendo completamente la Cadeia da Relação.
En 1974, se dio la ocupación revolucionaria del edificio. Varias familias y grupos no familiares buscaron allí refugio y durante largo tiempo, el edificio sufrió un desgaste inesperado, degradando rápidamente.
A menudo, la antigua cárcel fue habitada por otras instituciones, por ejemplo ahora es ocupada por el Centro Portugués de Fotografía, manteniendo la celda donde Camilo estuvo preso.

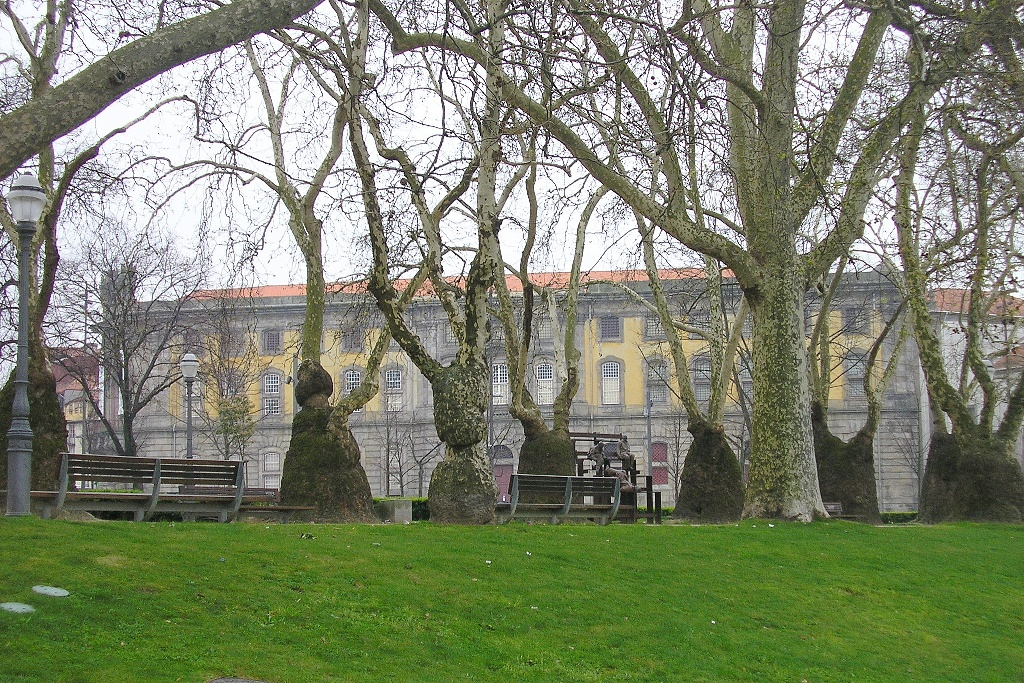
La cárcel vista del Jardín de João Chagas.

## Renovación y uso en la actualidad
El Instituto Portugués del Patrimonio Arquitectónico inició los trabajos de restauración del edificio en 1988, con proyecto del arquitecto Humberto Vieira, sin fijarse un uso determinado, que fue decidido posteriormente.
En 1997 fue creado el Centro Portugués de Fotografía y se estableció, por el Ministerio de Cultura, que tendría su sede en la antigua cárcel. Las primeras exposiciones se inauguraron en diciembre de 1997,  habilitada únicamente la planta baja como espacio de exposiciones hasta diciembre de 2000. En esta fecha el edificio cerró para que se terminen las obras de remodelación y adecuación del edificio a las nuevas funciones. El proyecto fue confiado a los arquitectos Eduardo Souto de Moura y Humberto Vieira.
La cárcel y el Tribunal de Relação de Oporto reabrió en octubre de 2001, albergando ahora todos los servicios del Centro Portugués de Fotografía.